# Índex de pintallavis
L'índex de pintallavis és un terme encunyat per Leonard Lauder, president del consell d'Estee Lauder, que s'utilitza per descriure l'augment de les vendes de cosmètics durant la recessió de principis dels anys 2000. Lauder va afirmar que les vendes de llapis de llavis podrien ser un indicador econòmic, ja que les compres de cosmètics, els pintallavis en particular, tendeixen a estar inversament correlacionades amb la salut econòmica. L'especulació era que les dones substituïen el pintallavis per compres més cares com vestits i sabates en moments de dificultat econòmica.
Lauder va identificar l'índex de pintallavis com a vendes de la família de marques Estee Lauder. Les recessions posteriors, inclosa la recessió de finals de la dècada del 2000, van proporcionar proves controvertides a les afirmacions de Lauder, ja que les vendes han caigut amb la reducció de l'activitat econòmica. Per contra, les vendes de pintallavis han experimentat un creixement durant els períodes d'augment de l'activitat econòmica. Com a resultat, l'índex de pintallavis ha estat desacreditat com a indicador econòmic. L'augment de les vendes de cosmètics l'any 2001 s'ha atribuït des d'aleshores a un major interès per les marques de cosmètics dissenyades per celebritats.
A la dècada de 2010, molts mitjans de comunicació van informar que amb l'auge de l'art d'ungles tant de moda als països de parla anglesa i tan lluny com el Japó i les Filipines, l'esmalt d'ungles havia substituït el llapis de llavis com a principal indulgència assequible per a les dones en lloc de bosses i sabates, el que portaria a parlar d'un índex d'esmalt d'ungles. Es va observar un sentiment similar durant la pandèmia de coronavirus, quan l'ús obligatori de màscares facials per prevenir la propagació de la malaltia va provocar un augment de les compres de maquillatge d'ulls, cosa que suggeriria un índex de màscara d'ulls.